# Robert Knox (Schauspieler)

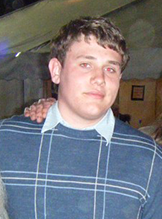
Robert Knox, 2008

Robert Arthur „Rob“ Knox (* 21. August 1989; † 24. Mai 2008 in Sidcup, London) war ein britischer Schauspieler.

## Karriere
Knox war bereits mit elf Jahren als Schauspieler tätig. Seine erste kleine Rolle erhielt er in einer Episode von „The Bill“. Danach war er in der Channel 4-Reality-Show „Trust me I'm a Teenager“ zu sehen. 
Sein erster Spielfilm war die im Jahr 2004 erschienene Verfilmung von King Arthur mit Clive Owen und Til Schweiger. 2007 spielte er in der BBC-Serie „After you've gone“ die Rolle des Josh in den Folgen Silence of the Clams und And So This Is Christmas. 
In dem Film Harry Potter und der Halbblutprinz nach dem gleichnamigen Buch von Joanne K. Rowling verkörperte er Marcus Belby, einen Schüler aus dem Haus Ravenclaw, einem der vier Häuser der Zauberschule Hogwarts. Kurz vor dem Zeitpunkt seines Todes waren die Dreharbeiten zu diesem Film abgeschlossen. Knox hatte bereits den Vertrag für den siebten Teil der Harry-Potter-Reihe unterzeichnet, wo er wieder Marcus Belby spielen sollte.

## Tod und Nachleben
Robert Knox wurde am 24. Mai 2008 vor der „Metro Bar“ in Sidcup, einem Stadtteil von Greater London erstochen, als er seinen jüngeren Bruder vor einem Angreifer schützen wollte. Mehrere weitere Jugendliche wurden bei der Messerstecherei verletzt. Der bereits vorbestrafte 22-jährige Täter wurde vor Ort überwältigt und festgenommen. Er wurde in Untersuchungshaft genommen und blieb dort bis zu seinem Prozess im Februar 2009 inhaftiert. Am 4. März 2009 wurde er wegen Mordes zu lebenslanger Haft verurteilt.
Nach seinem Tod wurde bekannt, dass Robert Knox von der Polizei North Kent für Tapferkeit ausgezeichnet werden sollte, weil er am 24. Mai 2007 (exakt ein Jahr vor seiner Ermordung) nach einem Angriff in einem Einkaufszentrum half, den Täter zu stellen. Die Auszeichnung wurde posthum verliehen und von seinen Eltern entgegengenommen.
Im November 2008 wurde Knox der Film Keep yourself alive gewidmet. Knox hatte bereits zugesagt, in diesem Film, in dem es um den Umgang mit dem Tod geht, mitzuwirken, wurde jedoch vor Drehbeginn ermordet.
Anfang 2009 wurde bekannt, dass die Premiere von Harry Potter und der Halbblutprinz dem Andenken von Robert Knox gewidmet sein soll. Ihm zu Ehren, und um auf die tragischen Umstände seines Todes hinzuweisen, trugen die Schauspieler und Mitglieder der Filmcrew bei der Premiere weiße Armbänder. Clive Owen, mit dem Robert Knox in King Arthur gespielt hatte, kam ebenfalls zur Premiere. 
Roberts Eltern gründeten eine gemeinnützige Stiftung, die Rob Knox Foundation, die sich für Gewaltprävention und Opferschutz einsetzt sowie junge Schauspieltalente fördert.